# Mc Nutt
Mc Nutt is een plaats (census-designated place) in de Amerikaanse staat Wyoming, en valt bestuurlijk gezien onder Washakie County.

## Demografie
Bij de volkstelling in 2000 werd het aantal inwoners vastgesteld op 278.

## Geografie
Volgens het United States Census Bureau beslaat de plaats een oppervlakte van 64,0 km², waarvan 63,4 km² land en 0,6 km² water.

## Plaatsen in de nabije omgeving
De onderstaande figuur toont nabijgelegen plaatsen in een straal van 64 km rond Mc Nutt.